# 実用
実用（じつよう）とは、実験や理論の段階ではなく、実際に使うこと、実際に役立つことの意味である。特に、普段の生活に利用可能なことを指す場合が多い。そのような状況に持ち込むことを実用化という。
実用は基礎理論の応用にあたる。例えば、物理学や化学の応用分野は工学であり、医学や農学は生物学のそれにあたると見ることもできる。実用に供するための研究、およびその分野を実学と云うことがある。
新しい理論、あるいは技術は、それまでに利用不可能であった便利さや効果を得ることを可能にすることを予想させる。しかしながら、実際にそれを可能にするためには、以下のような問題を解決しなければならない。
- 供給の安定 - それによる製品を、安価かつ安定的に生産・供給する手段を確定すること。
- 安定性 - それによって、ある程度以上の割合でその効果が得られることが保証されること。
- 安全性 - それを利用することによって、使用者に危険が及ばないこと、あるいは及ばない方法が講じられること。

理論が基礎的であればあるほど、その実用化は困難である。極端な例が電気であり、それが実用化されるためには5世紀以上を必要としている。